# 駐日エリトリア大使館

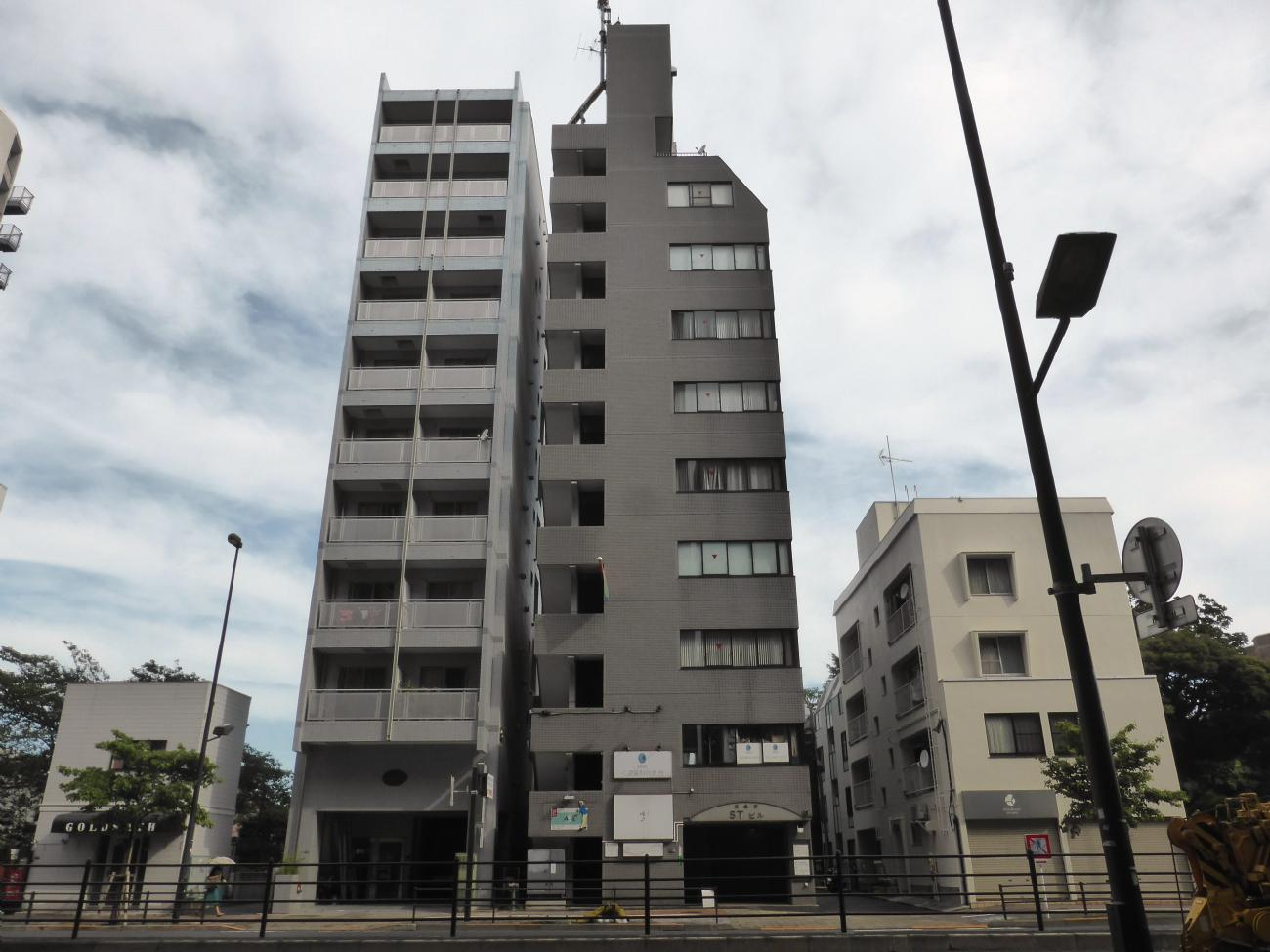
エリトリア大使館が入居するビル

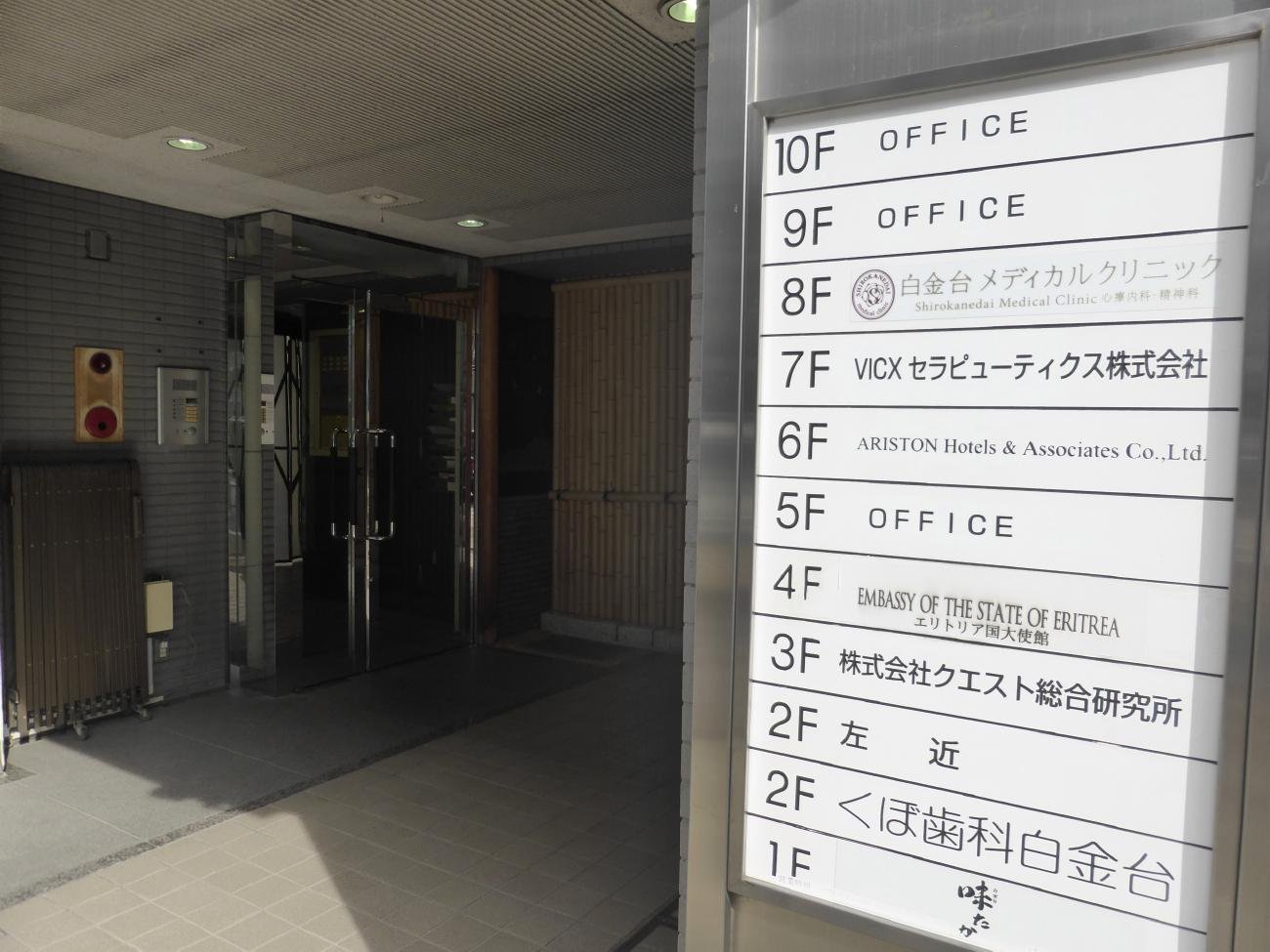
エリトリア大使館は4F

駐日エリトリア大使館（アラビア語: سفارة إريتريا في اليابان、英語: Embassy of Eritrea in Japan）は、エリトリアが日本の首都東京に設置している大使館である。在東京エリトリア大使館（アラビア語: سفارة إريتريا في طوكيو、英語: Embassy of Eritrea in Tokyo）とも。
1993年5月24日、日本がエリトリアの独立を承認。1993年9月1日に両国間の外交関係が樹立され、2003年5月26日に大使館が開設された。

## 所在地
| 日本語   | 〒108-0071 東京都港区白金台4-7-4 白金台STビル4F               |
| 英語     | ST Building 4F, Shirokanedai 4-7-4, Minato-ku, Tokyo 108-0071 |
| アクセス | 東京メトロ南北線/都営地下鉄三田線白金台駅2番出口              |

## 大使
2003年7月11日より、エスティファノス・アフォワキ・ハイレが特命全権大使を務めている。